# قرار مجلس الأمن التابع للأمم المتحدة رقم 1689
قرار مجلس الأمن التابع للأمم المتحدة رقم 1689، الذي اتخذ بالإجماع في 20 يونيو 2006، بعد أن ذكر بجميع القرارات السابقة بشأن الحالة في ليبريا وغرب أفريقيا، قرر المجلس مواصلة العقوبات المفروض على استيراد الماس من البلاد لمدة ستة أشهر، على الرغم من رفع القيود المماثلة المتعلقة باستيراد الأخشاب .

## القرار

### أعمال
وبموجب الفصل السابع من ميثاق الأمم المتحدة، قرر المجلس عدم تجديد القيود المفروضة على استيراد الأخشاب. سيتم مراجعة رفع هذا الإجراء في غضون 90 يومًا وإعادة العمل به إذا أصبح من الواضح أن التشريع المتعلق بالغابات لم يتم إقراره. وفي هذا السياق، حث المجلس على سرعة تبني التشريع.
تم تمديد القيود المفروضة على استيراد الماس الخام لمدة ستة أشهر، مع مراجعة بعد أربعة أشهر لإتاحة الوقت للحكومة الليبيرية لإنشاء نظام شهادة المنشأ، والتي صدرت لها تعليمات بتقديمها إلى لجنة العقوبات.
أخيرًا، طُلب من الأمين العام كوفي عنان تمديد تفويض لجنة الخبراء التي تراقب العقوبات لمدة ستة أشهر أخرى والتي أعيد تأسيسها في القرار 1647 (2005). وكان مطلوبا من اللجنة تقديم تقرير بحلول 15 ديسمبر / كانون الأول 2006 بملاحظاتها وتوصياتها بشأن تنفيذ العقوبات.

## روابط خارجية
- نص القرار في undocs.org